# Astragalus nitidiflorus
Astragalus nitidiflorus Killip – gatunek rośliny z rodziny bobowatych (Fabaceae Lindl.). Występuje endemicznie w okolicy Kartageny, w regionie Murcji, w południowo-wschodniej Hiszpanii. Epitet gatunkowy wywodzi się z języka łacińskiego – słowo "nitidiflorus" oznacza "o błyszczących kwiatach".

## Biologia i ekologia
Bylina. Do wzrostu wykorzystuje prześwity w zaroślach. Występuje na wysokości pomiędzy 0 a 200 m n.p.m.
W towarzystwie Astragalus nitidiflorus często rosną inne rośliny chronione takie jak Chaenorrhinum grandiflorum subsp. carthaginense, czy Centaurea maroccana. 

## Ochrona
Gatunek odkrył w 1909 roku Francisco de Paula Jiménez. Później rośliny z tego taksonu nie zostały ponownie zaobserwowane, pomimo dość intensywnych poszukiwań w miejscu ich pierwotnego stwierdzenia. W Czerwonej księdze gatunków zagrożonych gatunek został zaliczony do kategorii EX – wymarłych, z diagnozą, że przyczyny jego wyginięcia są nieznane. Przypuszczano, że gatunek ten może ewentualnie występować w obszarze wojskowym w pobliżu Kartageny, który był zamknięty dla osób cywilnych. W 2004 roku biolog Sergio Martinez Mendoza odkrył 46 okazów tego gatunku w mieście Tallante na zachód od Kartageny. Jego populacja w całości znajduje się na obszarze SCI – Cabezos del Pericón y Sierra de los Victorias. 
Szacuje się, że jedyna znana populacja tego gatunku liczy zaledwie 300 dorosłych roślin. W 2011 roku został wpisany na listę gatunków dzikich Hiszpańskiego Ministerstwa Środowiska pod ochroną specjalną oraz znajduje się w kategorii „gatunków zagrożonych wyginięciem" w hiszpańskim katalogu gatunków zagrożonych. Aby zapewnić lepszą ochronę tych roślin utworzono specjalny program, którego celem jest zwiększenie wiedzy na temat gatunku, wzmocnienie jego populacji oraz realizacja planów w celu zapewnienia długotrwałej ochrony gatunku w regionie. Planuje się zwiększenie jego populacji do 12 tysięcy okazów na 10 ha. Budżet tego programu oszacowano na 1 263 033 €.